# 華顯
華顯（1418年—？），字用明，順天府宛平縣人，匠籍。明朝政治人物。進士出身。

## 生平
順天府鄉試第五十二名。正統十三年（1448年）戊辰科會試第一百二十四名，殿試登進士第三甲第五十名。

## 家族
曾祖華君瑞。祖父華士清。父亲華昱。